# Bratsk
Bratsk (russisch Братск) ist eine Großstadt in der Oblast Irkutsk in Russland mit 246.319 Einwohnern (Stand 14. Oktober 2010).

## Geschichte
Die ersten Europäer kamen 1623, um von den dort lebenden Burjaten Steuern einzutreiben. Der erste Ostrog entstand 1636 am Zusammenfluss von Oka und Angara. Vom Ethnonym „Burjaten“ wurde der Name des Ortes abgeleitet.
Bei Bratsk wurde 1947 das Zwangsarbeitslager Angara-ITL im Rahmen des sowjetischen Gulag-Systems mit bis zu 44.000 Personen für den Bau der Eisenbahnstrecke Baikal-Amur-Magistrale und anderer Arbeiten eingerichtet. Der Bau der Eisenbahn Taischet–Bratsk erfolgte ab 1938 durch das Westliche Eisenbahn-ITL und ab 1948 durch Häftlinge des Taischet-ITL und See-ITL.
Die Energie der sibirischen Ströme Ob, Jenissei und Angara wurde in den 1950er- und 1960er-Jahren mit zahlreichen Staudämmen gebändigt und für den Aufbau neuer Industrien genutzt. 1952 wurde entschieden, bei Bratsk einen großen Stausee anzulegen und ein 4500-MW-Kraftwerk zu errichten (siehe auch "GOELRO-Plan").
Die beiden wurden 1954 bis 1966 gebaut; in dieser Zeit wuchs die Einwohnerzahl des Ortes auf ein Vielfaches.

### Bevölkerungsentwicklung
| Jahr | Einwohner |
| ---- | --------- |
| 1939 | 3.067     |
| 1959 | 15.814    |
| 1970 | 155.362   |
| 1979 | 213.725   |
| 1989 | 255.705   |
| 2002 | 259.335   |
| 2010 | 246.319   |

Anmerkung: Volkszählungsdaten (1939 Dorf Bratskoje)

## Politik

### Verwaltungsgliederung
Bratsk ist in drei Rajons (Stadtbezirke) unterteilt:
- Padunski (Падунский; benannt nach der früheren Angara-Stromschnelle Padun), 56.205 Einwohner
- Prawobereschny (Правобережный; von „Prawy bereg“, rechtes Ufer der Angara), 38.550 Einwohner
- Zentralny (Центральный, Zentralrajon), 151.564 Einwohner

(Stand: 14. Oktober 2010)

### Städtepartnerschaften
Bratsk listet drei Partnerstädte auf:
| Stadt | Land                          | seit |
| ----- | ----------------------------- | ---- |
| Nanao | Honshū, Japan                 | 1970 |
| Omsk  | Russland                      | 2011 |
| Saky  | / Autonome Republik Krim      |      |
| Zibo  | Shandong, Volksrepublik China | 2007 |

## Wirtschaft

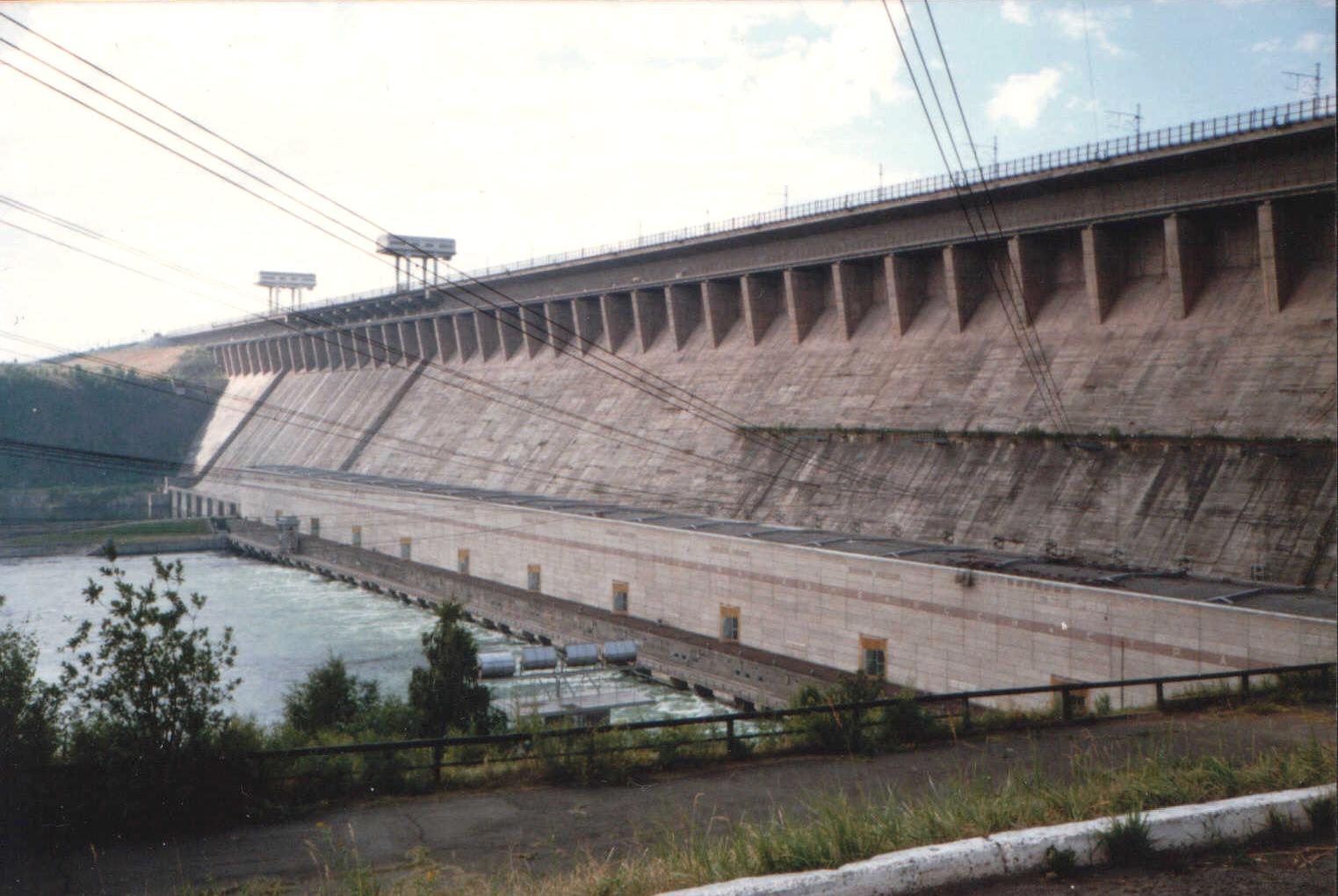
Wasserkraftwerk bei Bratsk

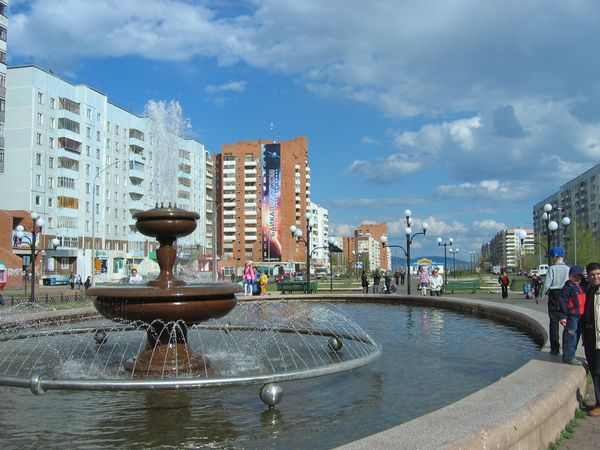
Springbrunnen an der Sowetskaja-Straße (2008)

Bratsk verfügt über Schwerindustrie, eine der größten Aluminiumfabriken Russlands, Fabriken zum Bearbeiten von Holz (u. a. zwei Betriebe von Ilim Timber), eine Chlorfabrik und auch über ein Heizkraftwerk, das mit Steinkohle betrieben wird.
In der Umgebung von Bratsk befinden sich ein großes Regiment der russischen Streitkräfte sowie Gefangenenlager bzw. Gefängnisse.
Am 19. Juni 2013 wurde eine Zellulosefabrik eröffnet. Sie soll 720.000 Tonnen Weichholzpulpe im Jahr herstellen. Das Investitionsvolumen für die Fabrik lag bei 31,1 Milliarden Rubel (ca. 725 Millionen Euro). 50 Prozent der Aktien gehören (Stand 2013) der russischen Aktiengesellschaft „Grupa Ilim“ und 50 Prozent der US-amerikanischen Gesellschaft International Paper.

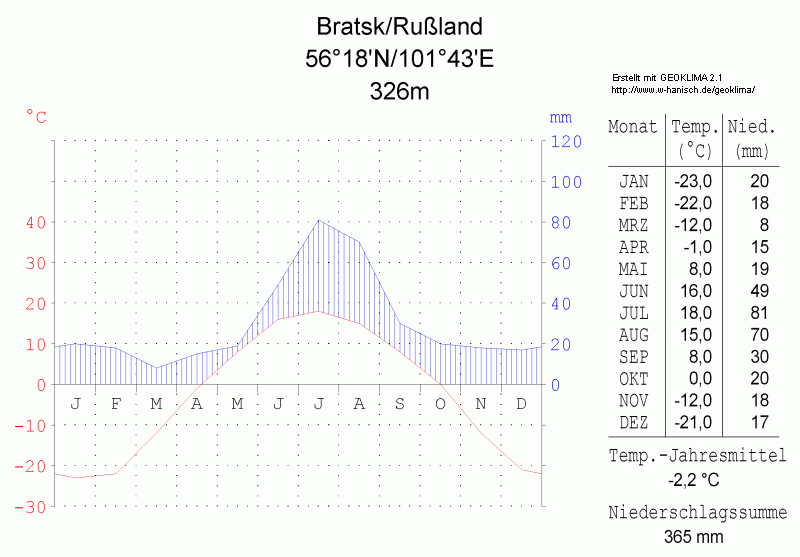
Klimadiagramm von Bratsk

### Bildungseinrichtungen
- Zweigstelle der Staatlichen Universität Irkutsk
- Zweigstelle der Akademie für Ökonomie und Recht Moskau
- Zweigstelle des Geisteswissenschaftlichen Instituts Nowosibirsk
- Staatliche Universität Bratsk

## Verkehr
Die Stadt liegt an der russischen Fernstraße A331 Wiljui.

## Söhne und Töchter der Stadt
- Pawel Tschumatschenko (* 1971), Kugelstoßer
- Walentina Popowa (* 1972), Gewichtheberin
- Alexander Subkow (* 1974), Bobpilot
- Wiktor Kneib (* 1980), Rennrodler
- Nadeschda Murawjowa (* 1980), Handballspielerin
- Alexander Kassjanow (* 1983), Bobpilot und Rennrodler
- Alexandra Rodionowa (* 1984), Bobpilotin und Rennrodlerin
- Dmitri Tschudinow (* 1986), Profiboxer
- Fjodor Tschudinow (* 1987), Profiboxer und WBA-Weltmeister im Supermittelgewicht
- Iwan Temnikow (* 1989), Fußballspieler
- Wladimir Krasnow (* 1990), Sprinter
- Semjon Pawlitschenko (* 1991), Rennrodler
- Jessica Long (* 1992), US-amerikanische Schwimmerin
- Irina Dolgowa (* 1995), Judoka

## Impressionen (Sommer 1981)

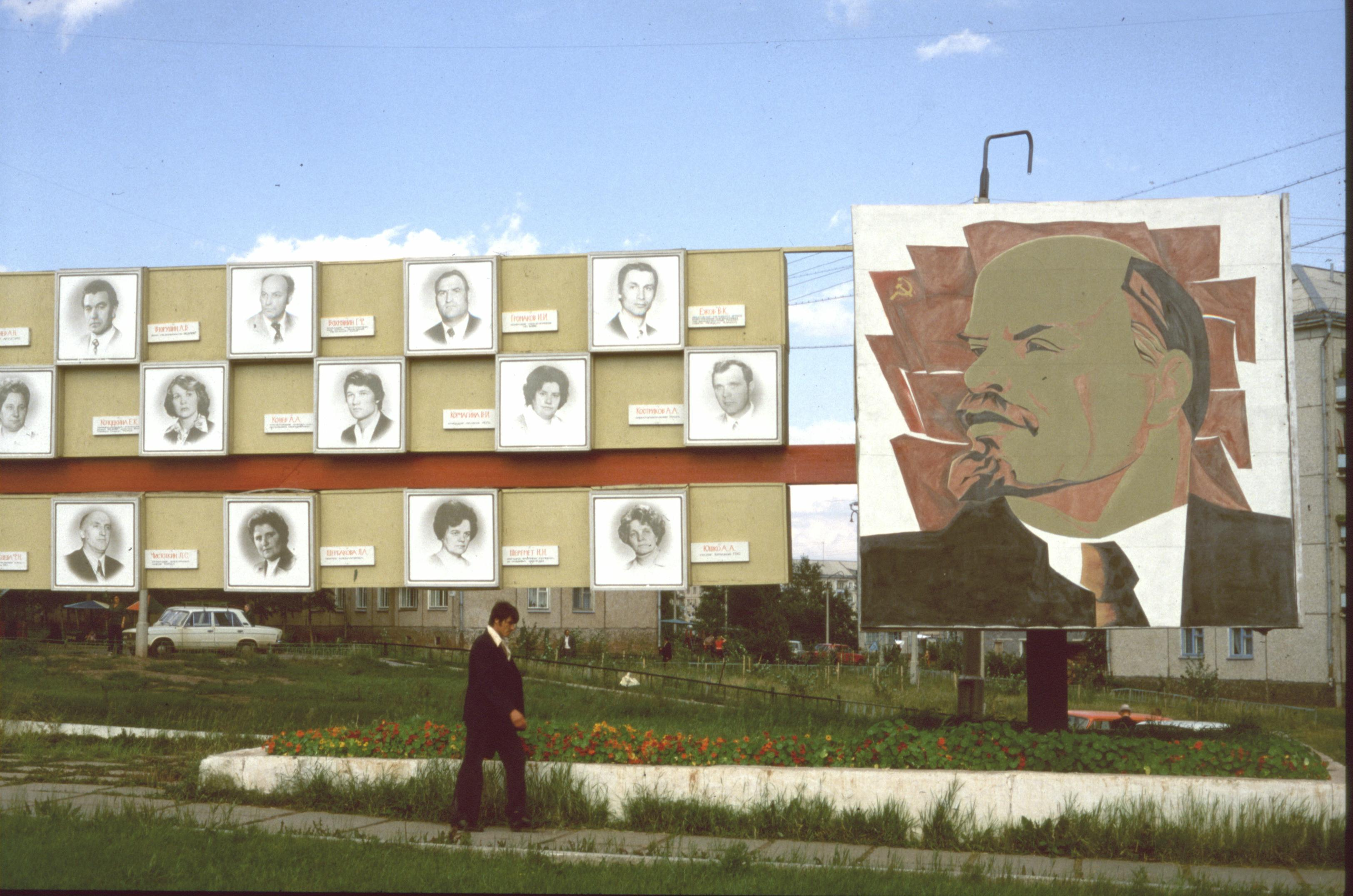
Große Tafel zur Würdigung verdienter Personen aus Bratsk
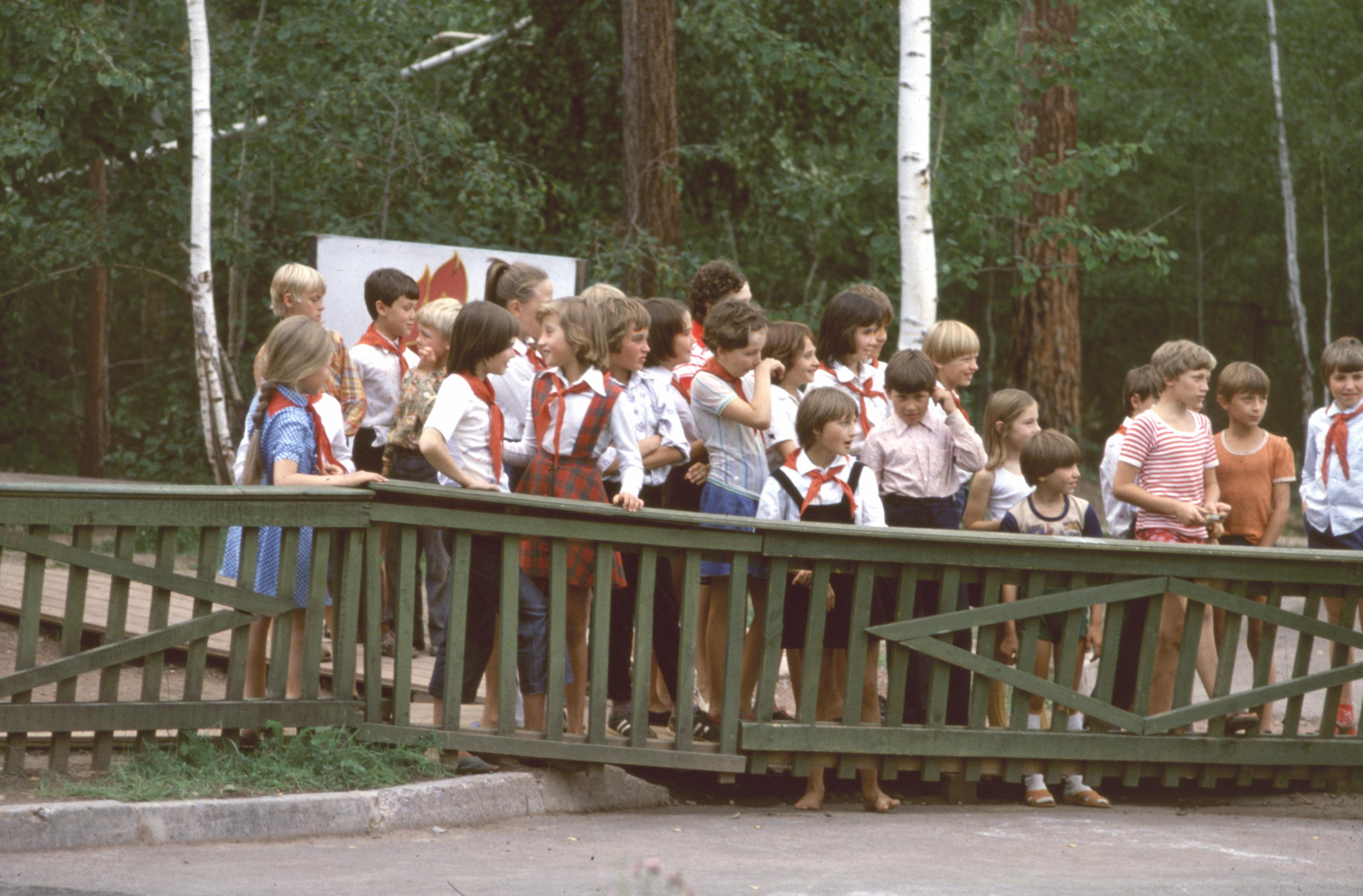
Lenin-Pioniere
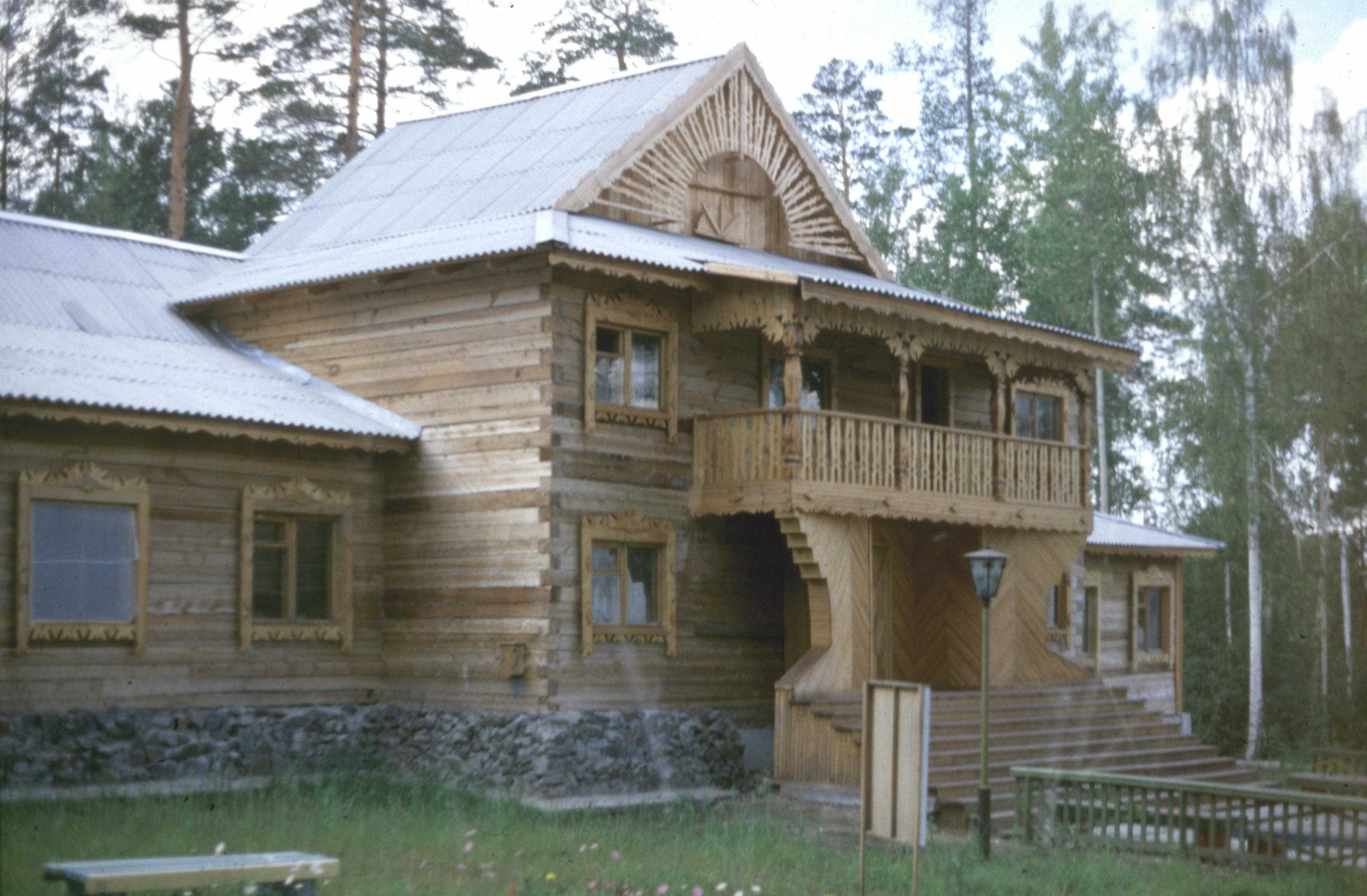
Jugendheim der Lenin-Pioniere in Bratsk
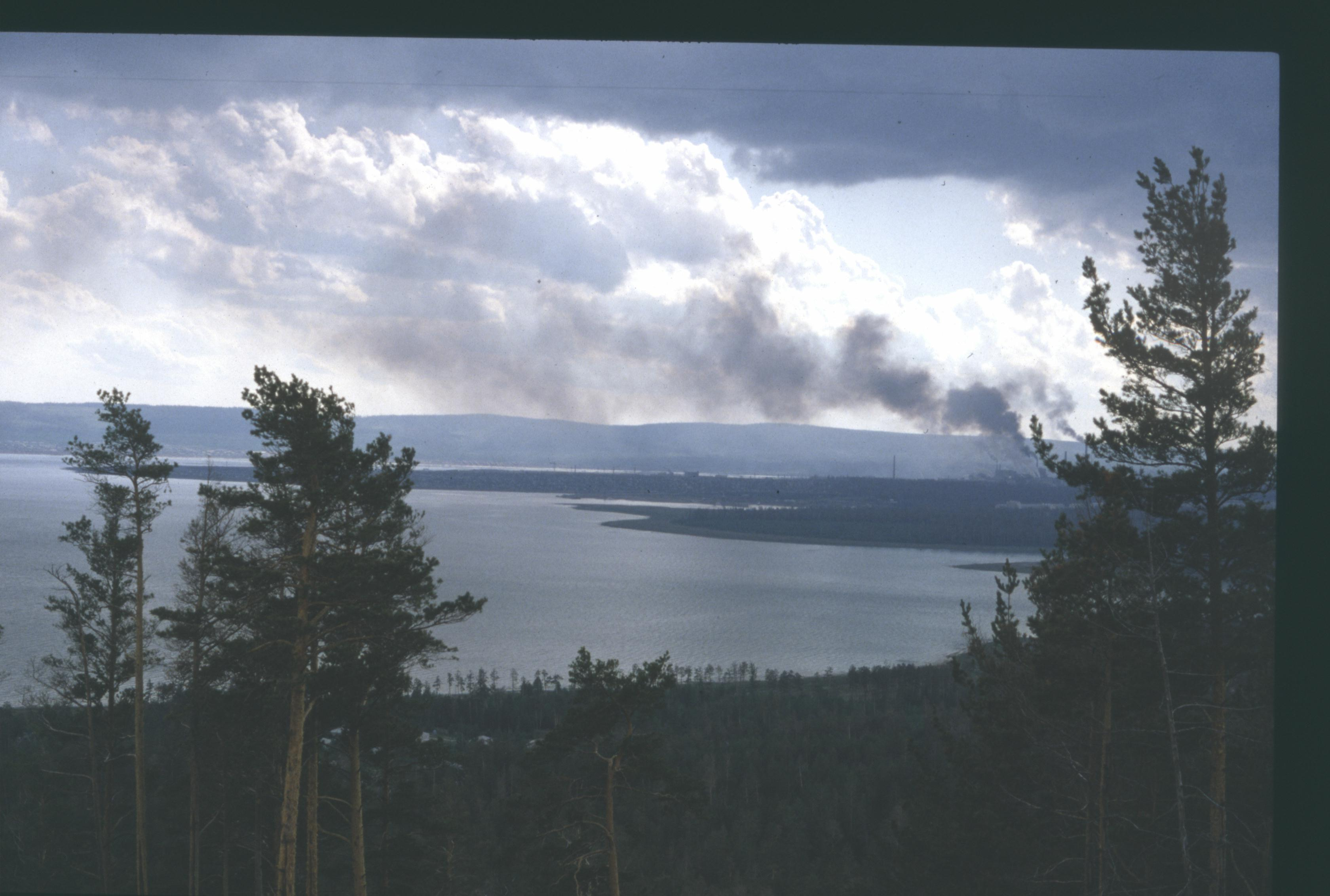
Luftverschmutzung durch das Aluminiumwerk am Bratsker Stausee